# Hilarographa shehkonga
Hilarographa shehkonga is een vlinder uit de familie bladrollers (Tortricidae). De wetenschappelijke naam van de soort is voor het eerst geldig gepubliceerd in 2009 door Józef Razowski.

## Type
- holotype: "male. 6.VI.1998. leg. R.C. Kendrick. genitalia slide no. 31846"
- instituut: BMNH. Londen, Engeland
- typelocatie: "Hong Kong, Kadoorie Agric. Research Centre, Shek Kong N.T., 200 m"